# 凯什镇
凯什镇是葡萄牙波尔图区的一个堂区。总面积9平方公里，总人口3,398人，人口密度377.6人/平方公里。